# Fotometría fotoeléctrica

## Desarrollo de la técnica
Comenzó a desarrollarse a inicios del siglo XX, más concretamente con los pioneros trabajos de Joel Stebbins con células de selenio montadas en el foco de grandes telescopios. Del año 1907 data su Determination of the Moon's Light with a Selenium Photometer (Astrophysical Journal, vol. 26, p. 326), un primer trabajo sobre la medición de la intensidad de la luz lunar con un rudimentario fotómetro aplicado a un galvanómetros (el cual actuaba como elemento registrador, al cuantificar la corriente producida).
La mejora en la sensibilidad del equipo le permitió, en 1910, poder registrar cambios en una estrella variable, proeza reflejada en su The measurement of the light of stars with a selenium photometer, with an application to the variations of Algol (Astrophys. J., 32, 185-214).
En los años 1930 y 1940 el fotómetro mejora, al aplicarse nuevos semiconductores más sensibles, y en los años 1950 se consolidó el primer sistema fotométrico (UBV), se definieron los filtros fotométricos (azul o banda B, verde o banda V, etc.) y se comenzaron los estudios fotométricos serios.
Más recientemente (finales de los años 1970) se comenzó a comercializar un fotómetro bastante asequible para los aficionados, el OPTEC modelo SSP-5, con el cual incluso telescopios de 20-30 cm de abertura podían comenzar a efectuar sus primeros trabajos de estrellas y planetas medianamente brillantes (en este último caso incluso Plutón). Dependiendo de la calidad del cielo local, la abertura del diafragma y otras consideraciones instrumentales, la magnitud límite para este instrumento está entre la 12.ª y la 14.ª con una precisión de centésimas de magnitud.
Tras la entrada en el mercado de las nuevas cámaras CCD la fotometría fotoeléctrica se ha visto relegada a ciertos campos, ya que la fotometría CCD es más rápida y precisa, obteniéndose ya precisiones de milésimas de magnitud con cualquier telescopio de ficionado: el límite de magnitud ha bajado por encima de la magnitud 18-19 en telescopios de sólo 20 cm de abertura pudiéndose llegar, con cielos oscuros y exposiciones de 600 segundos, a la magnitud 22ª; esto permite que se puedan efectuar gran cantidad de estudios fotométricos (curvas de luz de estrellas variables, cometas o asteroides) o colorimétricos (índice de color B - V, V - Rc o incluso fotometría Ic) antes reservados a grandes telescopios.

## Artículos pioneros
- The Brightness of Halley's Comet as Measured with a Selenium Photometer, (1910), Joel Stebbins, Astrophysical Journal, vol. 32, p. 179.
- The Illumination-Current Relationship in Potassium Photoelectric Cells, (1914), Herbert E. Ives, Astrophysical Journal, vol. 38, p. 428.
- Photometry, photoelectric, Preliminary note on the application of, to astronomy, (1919), Lindemann, A. F., Lindemann, F. A., Monthly Notices of the Royal Astronomical Society, Vol. 79, p. 343.
- A photoelectric study of Algol, (1921), Joel Stebbins, Astrophys. J., 53, 105-120.
- Photoelectric Magnitudes and Colors of Extragalactic Nebulae, (1937), Joel Stebbins y Albert Whitford, Astrophysical Journal, vol. 86, p. 247.
- The Electric Photometry of Stars, (1940), Joel Stebbins, Publications of the Astronomical Society of the Pacific, Vol. 52, n.º 308, p. 235.